# 데이비드 브링클리
데이비드 매클루어 브링클리(영어: David McClure Brinkley, 1920년 7월 10일~2003년 6월 11일)는 미국의 언론인이다. 1956년부터 NBC에서 체트 헌틀리와 함께 헌틀리-브링클리 리포트를 진행하면서 큰 인기를 얻었다. 헌틀리가 은퇴한 이후에는 존 챈슬러와 함께 NBC 나이틀리 뉴스를 진행하였다. 1981년 ABC로 이적한 후에는 1996년까지 디스 위크를 진행하였다. 언론계에 이바지한 공로로 10번의 에미상과 3번의 피버디상, 그리고 대통령 자유 훈장을 받았다.

## 방송 경력
- 캐멀 뉴스 캐러밴 (1951~1956, NBC)
- 헌틀리-브링클리 리포트 (1956~1970, NBC)
- 데이비드 브링클리 저널 (1961~1963, NBC)
- NBC 나이틀리 뉴스 (1971~1979, NBC)
- NBC 매거진 (1980~1981, NBC)
- 디스 위크 (1981~1996, ABC)
- ABC 월드 뉴스 (1981~1998, ABC)